# Ceratogramma masneri
Ceratogramma masneri är en stekelart som beskrevs av Pinto och Gennaro Viggiani 1991. Ceratogramma masneri ingår i släktet Ceratogramma och familjen hårstrimsteklar. Inga underarter finns listade i Catalogue of Life.